# Morena/Linda Vista (Tranvía de San Diego)
Morena/Linda Vista es una estación del Trolley de San Diego localizada cerca en San Diego, California funciona con la línea Verde y del Servicio de Eventos Especiales. La estación de la que procede a esta estación es Old Town Transit Center y la estación siguiente es Fashion Valley Transit Center.

## Zona
La estación se encuentra localizada cerca de Morena Boulevard y Friars Road cerca del Departamento de Policía de San Diego, División Oeste.

## Conexiones
La estación no cuenta con conexiones directas, sin embargo se encuentran varias rutas muy cerca de la estación como la Ruta 44 a Clairmont y a Old Town en Linda Vista Road.